# Lőrinc Schlauch

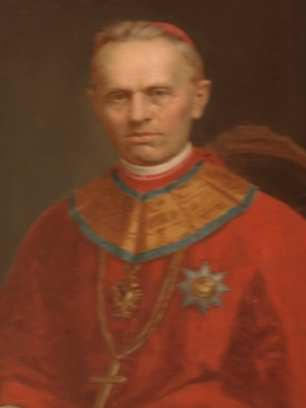
Lőrinc Kardinal Schlauch

Lőrinc Kardinal Schlauch (deutsch Lorenz Kardinal Schlauch; * 27. März 1824 in Arad; † 10. Juli 1902 in Nagyvárad) war ein ungarischer Bischof und Kardinal der römisch-katholischen Kirche.

## Leben
Der Donauschwabe Lorenz Schlauch von Linden, der am 8. Mai 1835 das Sakrament der Firmung empfing, besuchte das Gymnasium von 1834 bis 1838 in Arad und anschließend im ungarischen Szeged (1838–1842), wo er 1842 das Abitur ablegte. Als Jugendlicher schrieb er sich an der Petrus-Card.-Pazmany-Universität (1842–1846) – heute Loránd-Eötvös-Universität – in Budapest ein, an der er am 30. Januar 1847 den Doktor der Theologie erhielt. Unmittelbar zuvor, am 15. Dezember 1846, empfing Schlauch die Niederen Weihen, wurde am 21. Dezember 1846 Subdiakon und am 2. Januar 1847 Diakon. Von 1846 bis 1847 arbeitete er als Archivar am bischöflichen Archiv in Temesvár. 
Nach seiner Priesterweihe, die er am 8. April 1847 von Bischof Josef Lonovics von Krivina empfing, wirkte er als Kaplan und Kooperator in zahlreichen Pfarreien im ostungarischen Bistum Csanád. 1850 wurde Schlauch Professor für Dogmatische Theologie, Kirchenrecht und Kirchengeschichte am Priesterseminar in Temesvár. Nach neun Jahren Lehrtätigkeit wurde Schlauch 1859 Pfarrer der Gemeinde von Mercydorf und weitere zehn Jahre später, im Jahr 1869, von Temesgyarmat.
1872 wurde Schlauch Propst der Kathedrale von Szeged und ein Jahr später, 1873, Propst der Kathedrale von Szatmárnémeti. Von 1877 bis 1894 war Schlauch Präsident der Ungarischen Sankt-Ladislaus-Gesellschaft, ab 1894 Ehrenpräsident dieser Vereinigung. 1880 Direktionsmitglied der Ungarischen Akademie der Wissenschaften, 1885 Ehrendoktor der Budapester Theologiefakultät.
Nachdem ihn Kaiser Franz Joseph I. am 17. März 1873 bei Papst Pius IX. als Bischof vorgeschlagen hatte, wurde Schlauch am 25. Juli 1873 zum Bischof von Szatmár – heute Bistum Satu Mare in Rumänien – ernannt. Die Bischofsweihe fand am 21. September 1873 durch Erzbischof János Simor statt.
Ab Juli 1886 war Schlauch einer der Persönlichen Berater von Papst Leo XIII. Dieser ernannte Schlauch am 8. April 1887 zum Bischof von Oradea Mare. Die feierliche Amtseinführung fand am 26. Mai 1887 statt.
Im Konsistorium vom 12. Juni 1893 wurde Schlauch als Kardinalpriester mit der Titelkirche San Girolamo degli Schiavoni ins Kardinalskollegium aufgenommen. Am 21. Mai 1894 nahm er seine Titelkirche in Besitz.
Nach seinem Tod am 15. Juli 1902 wurde Schlauch zunächst in der Barockkathedrale St. Ladislaus von Nagyvárad (Großwardein) bestattet. Wie es sein letzter Wille jedoch vorsah, wurde sein Leichnam später nach Temesvár überführt, wo er in der von ihm erbauten neugotischen Familiengruft (heute Bestattungskapelle der Katholiken) neben seinem Vater, einem wohlhabenden Kirchenbaumeister, die letzte Ruhe fand. Dort ist auch sein Kardinalshut in einem Wandschränkchen ausgestellt.

## Auszeichnung
Für seine Verdienste wurde Schlauch 1897 mit dem Großkreuz des k.u. Sankt Stephans-Ordens ausgezeichnet.